# Boulevard Notre-Dame (Marseille)
Pour les articles homonymes, voir Notre-Dame et Boulevard Notre-Dame.
Le boulevard Notre-Dame est une voie en ligne droite du 6e arrondissement de Marseille. 

## Situation et accès
Elle va de la place de la Corderie au boulevard Vauban. 
Ce boulevard se situe dans le centre-ville de Marseille. Il s’agit d’une forte pente à sens unique qui relie le quartier de Vauban au centre-ville par la descente de la colline Notre-Dame.
Il existe un autre boulevard ayant exactement le même nom dans le quartier d’Éoures situé dans le 11e arrondissement.
Le boulevard Notre-Dame est desservi par les lignes de bus           N1  du réseau RTM.

## Origine du nom
Le boulevard doit son nom à la basilique Notre-Dame-de-la-Garde qui se trouve à proximité.

## Historique
Le boulevard est créé en partie dans les années 1860 entre la place de la Corderie et le cours Pierre-Puget et est classé dans la voirie de Marseille le 9 mai 1865. Le projet d'achèvement jusqu'au boulevard Vauban est approuvé par le Conseil municipal le 28 août 1896.
Le boulevard s'est un temps appelé « boulevard Notre-Dame-de-la-Garde ».

## Bâtiments remarquables et lieux de mémoire
- Au numéro 81 était installé un atelier de fabrication de pianos de Jean-Louis Boisselot (en), et ce jusqu'en 1909[1].